# Lantame Ouadja
Lantame Ouadja (Lomé, Togo, 28 de agosto de 1978) es un exfutbolista de Togo que jugaba en la posición de centrocampista.

## Carrera

### Club
| Periodo   | Club                             |
| --------- | -------------------------------- |
| 1994-1995 | Étoile Filante de Lomé           |
| 1995-1997 | Club Africain                    |
| 1997–2001 | Servette FC                      |
| 2000      | → Chengdu Wuniu Guoteng (cedido) |
| 2001–2003 | Étoile Carouge FC                |
| 2003      | Al Sadd SC                       |
| 2003–2004 | Wisła Kraków                     |
| 2004–2005 | US Monastir                      |
| 2005–2009 | PSM Makassar                     |

### Selección nacional
Jugó para Togo en 50 ocasiones de 1994 a 2005 y anotó cinco goles; participó en tres ediciones de la Copa Africana de Naciones.

## Logros
- CLP-1 (1): 1996
- Superliga Suiza (1): 1999
- Copa de Suiza (1): 2001
- Copa de Catar (1): 2003
- Copa Príncipe de la Corona de Catar (1): 2003
- Ekstraklasa (1): 2004